# تروریسم در چنگال عدالت
تروریسم در چنگال عدالت (انگلیسی: Terrorism in the Grip of Justice) یا تروریسم در دست عدالت یک برنامه تلویزیونی است که در ساعات پربیننده تلویزیون واقعیت را نشان می‌دهد. این برنامه توسط شبکه العراقیه درست قبل از انتخابات ملی ژانویه ۲۰۰۵ شروع شد. این فیلم اعترافات اجباری به جرم را توسط کسانی که از سوی ارتش عراق یا ارتش ایالات متحده دستگیرشده‌اند را نشان می‌دهد.